# Синфазная и квадратурная составляющие сигнала
Синфазная и квадратурная составляющие (компоненты) — результат представления аналогового сигнала {\displaystyle s(t)} в виде:
{\displaystyle s(t)=A_{1}(t)\cos(\omega _{0}t)-A_{2}(t)\sin(\omega _{0}t)},
где {\displaystyle A_{1}(t)} называется синфазной составляющей (или I-составляющей, от англ. in-phase) сигнала {\displaystyle s(t)},
{\displaystyle A_{2}(t)} называется квадратурной составляющей (или Q-составляющей, от англ. quadrature) сигнала {\displaystyle s(t)}.
Частота {\displaystyle \omega _{0}} называется несущей частотой сигнала. Для относительно узкополосных сигналов ширина спектра много меньше несущей частоты. Для таких сигналов, {\displaystyle A_{1}(t)} и {\displaystyle A_{2}(t)} меняются медленно по сравнению с самим сигналом.
Это разложение лежит в основе фазовой манипуляции (ФМ) и квадратурной амплитудной модуляции (КАМ).

## Гармонический сигнал
Известно, что линейная комбинация гармонических колебаний с одинаковой частотой есть гармоническое колебание с той же частотой. Верно и обратное: любой гармонический сигнал {\displaystyle s(t)=A\cos(\omega _{0}t+\varphi )}
можно разложить в сумму двух сигналов той же частоты, но смещённых по фазе. Удобней всего взять сдвиг по фазе на {\displaystyle \pi /2}. Это значит, что любое гармоническое колебание можно представить в виде суммы двух функций
{\displaystyle \cos(\omega _{0}t)} и {\displaystyle \cos(\omega _{0}t-{\frac {\pi }{2}})=\sin(\omega _{0}t)}:
{\displaystyle s(t)=A\cos(\omega _{0}t+\varphi )=A_{1}\cos(\omega _{0}t)-A_{2}\sin(\omega _{0}t).}
Здесь {\displaystyle A_{1}=A\cos(\varphi ),A_{2}=A\sin(\varphi )}. Это подобно тому, как вектор в плоскости с полярными координатами {\displaystyle (A,\varphi )} разлагается в сумму двух векторов {\displaystyle A_{1}{\vec {x}}+A_{2}{\vec {y}}}, где
{\displaystyle A_{1}=A\cos(\varphi ),A_{2}=A\sin(\varphi )} — декартовы координаты исходного вектора.

## Квазигармонический сигнал
Если сигнал не является чистым гармоническим сигналом, но является квазигармоническим, то есть сигналом вида
{\displaystyle s(t)=A(t)\cos(\omega _{0}t+\varphi (t))}, где амплитуда {\displaystyle A(t)} и фаза {\displaystyle \varphi (t)} меняются со временем, но не очень быстро по сравнению с частотой {\displaystyle \omega _{0}}, то мы всё равно можем разложить {\displaystyle s(t)} таким же образом:
{\displaystyle s(t)=A_{1}(t)\cos(\omega _{0}t)-A_{2}(t)\sin(\omega _{0}t),}
где {\displaystyle A_{1}(t)=A(t)\cos(\varphi (t))}, {\displaystyle A_{2}(t)=A(t)\sin(\varphi (t))}. Теперь {\displaystyle A_{1},A_{2}} будут тоже зависеть от времени. Это и есть разложение на синфазную и квадратурную составляющие.

## Комплексная огибающая
Комплексной огибающей сигнала {\displaystyle s(t)=A(t)\cos(\omega _{0}t+\varphi (t))} называется величина
{\displaystyle z(t)=A(t)e^{j\varphi (t)}}.
Используя формулу Эйлера, комплексную огибающую можно представить в виде 
{\displaystyle z(t)=A(t)\cos(\varphi (t))+jA(t)\sin(\varphi (t))=I(t)+jQ(t)},
где {\displaystyle j} — мнимая единица, {\displaystyle I(t)} — синфазная составляющая сигнала, {\displaystyle Q(t)} — квадратурная составляющая сигнала.
Чтобы получить сигнал {\displaystyle s(t)}, зная комплексную огибающую, необходимо использовать формулу:
{\displaystyle s(t)=Re(z(t)e^{j\omega _{0}t})}.